# Гота (Флорида)
Гота (англ. Gotha) — переписна місцевість (CDP) в США, в окрузі Орандж штату Флорида. Населення — 2217 осіб (2020).

## Географія
Гота розташована за координатами 28°31′51″ пн. ш. 81°31′1″ зх. д. / 28.53083° пн. ш. 81.51694° зх. д. (28.530847, -81.517059).  За даними Бюро перепису населення США в 2010 році переписна місцевість мала площу 4,98 км², з яких 4,41 км² — суходіл та 0,56 км² — водойми.

## Демографія
Згідно з переписом 2010 року, у переписній місцевості мешкало 1915 осіб у 593 домогосподарствах у складі 506 родин. Густота населення становила 385 осіб/км².  Було 641 помешкання (129/км²).
Расовий склад населення:
| - 78,3 % — білих - 9,1 % — азіатів - 6,8 % — чорних або афроамериканців - 0,5 % — корінних американців - 3,2 % — осіб інших рас |

До двох чи більше рас належало 2,1 %. Частка іспаномовних становила 12,2 % від усіх жителів.
За віковим діапазоном населення розподілялося таким чином: 32,3 % — особи молодші 18 років, 61,2 % — особи у віці 18—64 років, 6,5 % — особи у віці 65 років та старші. Медіана віку мешканця становила 38,7 року. На 100 осіб жіночої статі у переписній місцевості припадало 97,2 чоловіків;  на 100 жінок у віці від 18 років та старших — 99,1 чоловіків також старших 18 років.
Середній дохід на одне домашнє господарство  становив 113 353 долари США (медіана — 81 250), а середній дохід на одну сім'ю — 122 383 долари (медіана — 109 412). За межею бідності перебувало 8,4 % осіб, у тому числі 5,6 % дітей у віці до 18 років та 8,4 % осіб у віці 65 років та старших.
Цивільне працевлаштоване населення становило 857 осіб. Основні галузі зайнятості: освіта, охорона здоров'я та соціальна допомога — 24,7 %, мистецтво, розваги та відпочинок — 15,9 %, науковці, спеціалісти, менеджери — 15,4 %.